# カール＝イェスコ・フォン・プットカマー

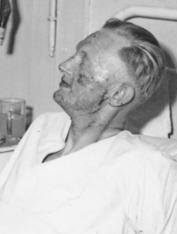

カール＝イェスコ・オットー・ロベルト・フォン・プットカマー（Karl-Jesco Otto Robert von Puttkamer、1900年3月24日–1981年3月4日）は、ドイツの海軍軍人。ドイツ国防軍海軍少将。第二次世界大戦中、総統アドルフ・ヒトラーの海軍副官を務めていた。

## 経歴
ポメラニア貴族の家系にフランクフルト・アン・デア・オーダーで生まれる。17歳でドイツ帝国海軍に入隊。1920年に少尉に任官。1930年に中尉に昇進。1933年から1935年まで陸軍総司令部で海軍連絡官。1935年、アドルフ・ヒトラーの第二副官に転じる。1939年10月に中佐に昇進してヒトラーの海軍副官に就任し、1941年に大佐、1943年に准将に昇進した。

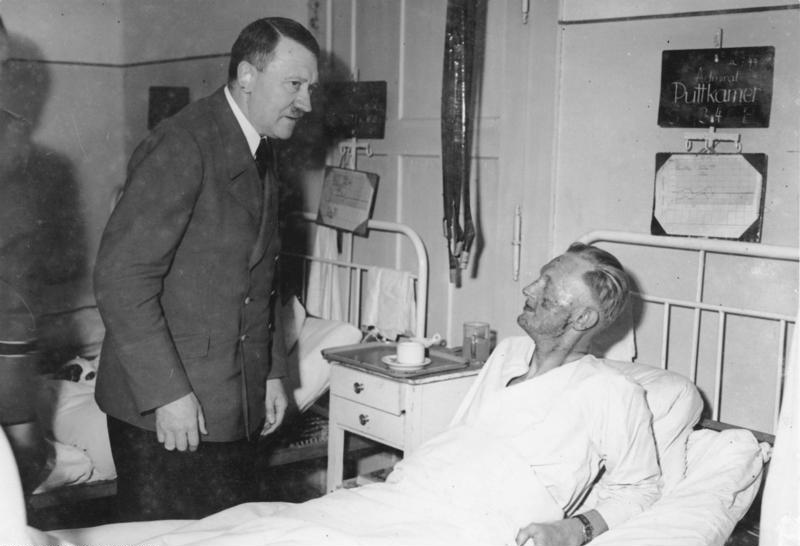
負傷して入院したプットカマーを見舞うヒトラー（1944年7月）

1944年7月20日のヴォルフスシャンツェにおけるヒトラー暗殺未遂事件では軽傷を負っただけで済んだ。ベルリンの戦いのさなかの1945年4月21日にオーバーザルツベルクに脱出した。5月にアメリカ軍の捕虜となり、1947年5月に釈放された。
ミュンヘン近郊のノイリートで死去した。

## 文献
- Ellinor von Puttkamer: Geschichte des Geschlechts v. Puttkamer (= Deutsches Familienarchiv, Band 83–85). 2. Auflage, Degener, Neustadt an der Aisch 1984, ISBN 3-7686-5064-2, S. 711–712